# إمام زاده (كنجه)
ضريح إمام زاده أو مسجد غوي إمام (بالأذرية: İmamzadə türbəsi)‏ يقع على بعد 7 كم شمال كنجه. يتكون من مجمع يضم جدرانًا ومداخل ومساجد صغيرة وآثار جنائزية. يحتوي الضريح الواقع داخل المسجد على قبر الإمام زاده إبراهيم، نجل الإمام محمد الباقر، الإمام الخامس عند الشيعة.

## التاريخ
تم بناء ضريح إمام زاده في مدينة كنجه بأذربيجان في القرن الثامن. وبحسب النقوش الموجودة داخل الضريح فإن أبناء الإمام محمد الباقر، غادروا وطنهم وانتقلوا إلى أذربيجان وإيران هرباً من الدوائر الحاكمة في الدولة الأموية (661-750). وصل الإمام زاده إبراهيم وإسماعيل إلى المدينتين الأذربيجانيتين باردى وكنجه، ولكن هنا قُتلا على يد أعدائهما. تم إنشاء أضرحة على قبري إمام زاده إسماعيل في بردى، وإمام زاده إبراهيم في كنجه. يتكون النقش من لوحة رخامية صغيرة موجودة في الطابق الأول من قبر الإمام زاده.
في عهد جواد خان (1786-1804)، أجريت أعمال تجديد كبيرة في الضريح، وقام مهندسو قصر كاربلاي صادق بقيادة العمل.
بين 1878 و1879، أعيد بناء ضريح نظامي كنجوي ومجمع إمام زاده مرة أخرى على يد قائد فوج الفرسان المسلمين الثاني في جيش القيصر الروسي اللواء إسرافيل باي ياديغار زاده.
في الفترة 2010-2016، تم تنفيذ أعمال إعادة بناء وترميم كبيرة في مجمع إمام زاده، وكذلك الطريق المؤدي إلى المجمع. تم إرسال ما مجموعه 31 مليون مانات لترميم ضريح الإمام زاده و 17 مليون مانات لإعادة بناء الطريق.
تم وضع 10 آلاف متر مربع من الغطاء الإسفلتي على أراضي المجمع، وتزيينها بالحجارة الزخرفية، وتم تركيب نظام الإضاءة، وإنشاء البنية التحتية. يوجد في المنطقة مئذنتان ومكان للصلاة وقاعة للزوار بارتفاع 42 متراً بالإضافة إلى موقفين للسيارات يتسعان لـ 500 سيارة. المبنى الرئيسي للضريح مكون من ثلاثة طوابق. يستخدم الطابق الثالث منها كفندق.